# Dioctria popovi
Dioctria popovi là một loài ruồi trong họ Asilidae. Dioctria popovi được Lehr miêu tả năm 1965. Loài này phân bố ở vùng Cổ Bắc giới.